# Meia Maratona do Rio de Janeiro

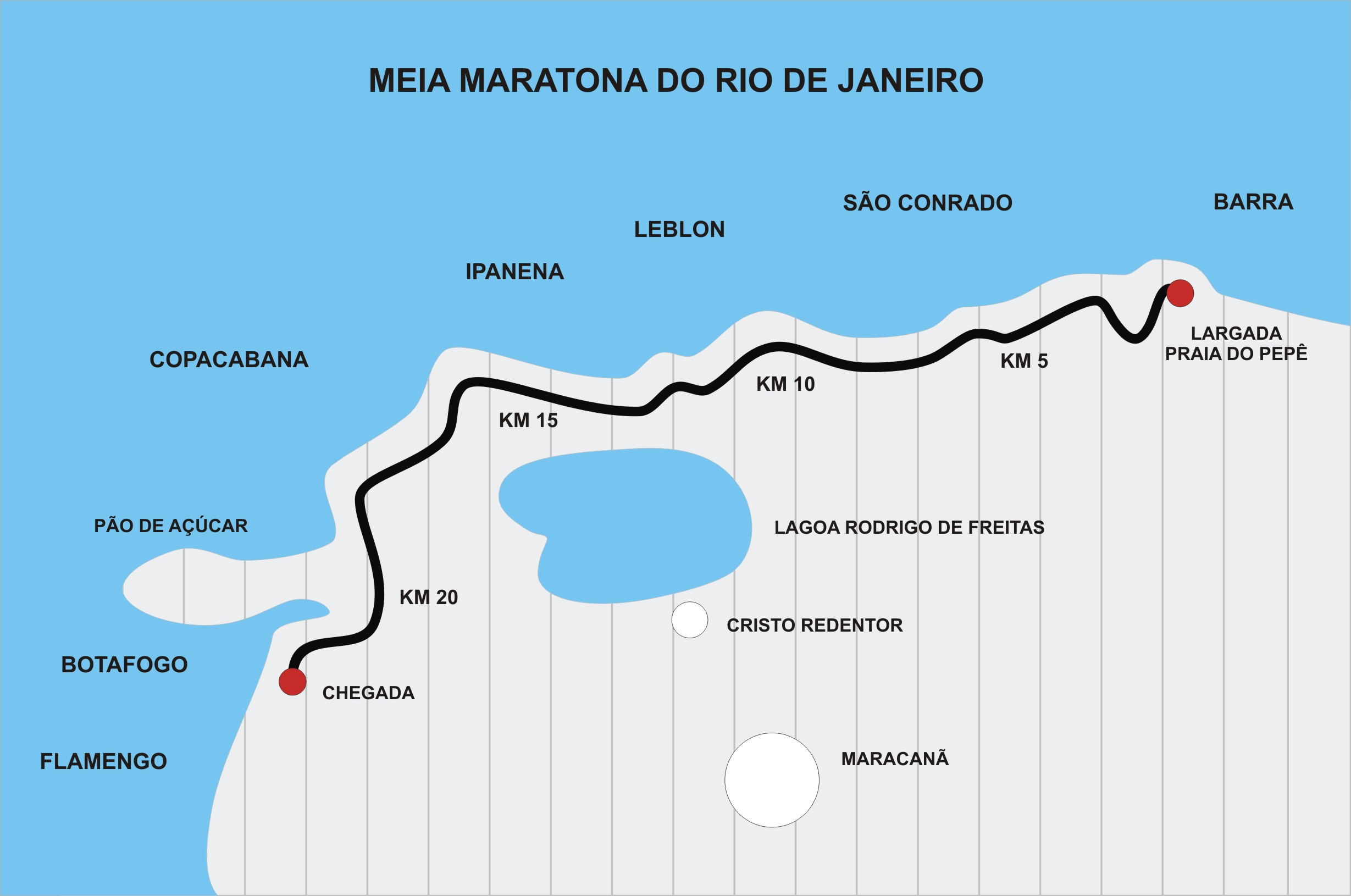
Mapa do percurso.

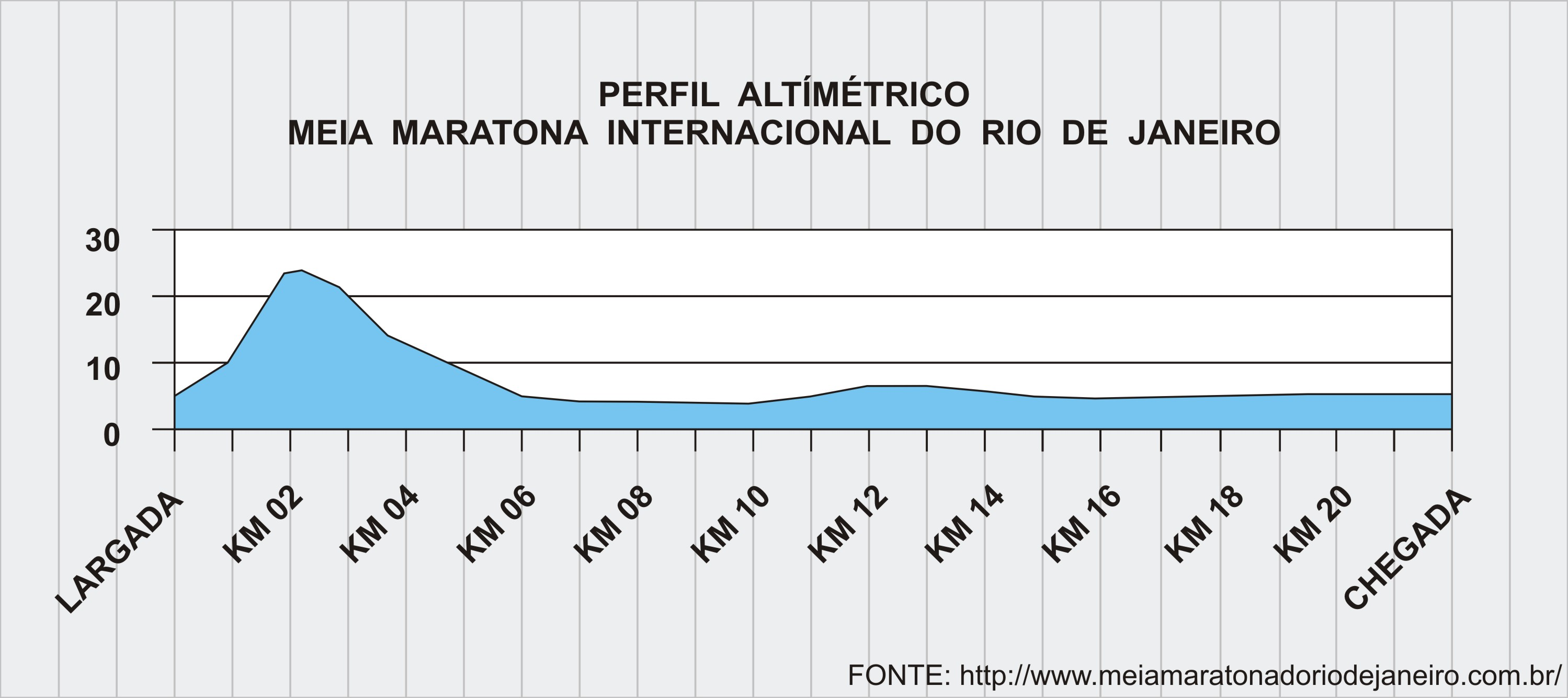
Perfil altimétrico do percurso.jpg.

A Meia Maratona do Rio de Janeiro é um dos principais eventos do calendário brasileiro de corridas de rua.
A prova é disputada entre a Praia de São Conrado e o Aterro do Flamengo e possui uma grande qualidade técnica, com a participação dos melhores atletas do Brasil e de vários convidados do exterior.
Em 2008, foi disputada simultaneamente com o Campeonato Mundial de Meia Maratona.

## Vencedores

### Masculino
| Ano  | Atleta                    | País     | Tempo   | Ref         |
| ---- | ------------------------- | -------- | ------- | ----------- |
| 1997 | Tomix da Costa            | Brasil   | 1:04:04 | [ 1 ]       |
| 1998 | John Gwako                | Quênia   | 1:01:49 | [ 1 ]       |
| 1999 | Luiz Antônio dos Santos   | Brasil   | 1:03:40 | [ 1 ]       |
| 2000 | John Gwako                | Quênia   | 1:01:48 | [ 1 ]       |
| 2001 | João N'Tyamba             | Angola   | 1:03:31 | [ 1 ]       |
| 2002 | Philip Rugut              | Quênia   | 1:03:03 | [ 1 ]       |
| 2003 | Philip Rugut              | Quênia   | 1:03:44 | [ 1 ]       |
| 2004 | John Gwako                | Quênia   | 1:02:11 | [ 1 ]       |
| 2005 | Biwott Stephen Kipkosqei  | Quênia   | 1:02:48 | [ 1 ]       |
| 2006 | Franck Caldeira           | Brasil   | 1:03:26 | [ 1 ]       |
| 2007 | Franck Caldeira           | Brasil   | 1:03:07 | [ 1 ]       |
| 2008 | Zersenay Tadese           | Eritreia | 0:59:56 | [ 1 ] [ 2 ] |
| 2008 | Marílson Gomes dos Santos | Brasil   | 1:03:12 | [ 1 ]       |
| 2009 | Elias Chelimo Kemboi      | Quênia   | 1:02:51 | [ 1 ]       |
| 2010 | Joshua Kiprugut Kemei     | Quênia   | 1:04:02 | [ 1 ]       |
| 2011 | Mark Korir                | Quênia   | 1:01:33 | [ 1 ]       |
| 2012 | Wilson Erupe              | Quênia   | 1:01:46 | [ 1 ]       |
| 2013 | Geoffrey Mutai            | Quênia   | 0:59:57 | [ 1 ]       |
| 2014 | Leul Aleme                | Etiópia  | 1:03:44 | [ 1 ]       |
| 2015 | Edwin Kipsang             | Quênia   | 1:02:25 | [ 1 ]       |
| 2016 | Giovani dos Santos        | Brasil   | 1:04:47 | [ 1 ]       |
| 2017 | José Márcio Leão          | Brasil   | 1:04:17 | [ 3 ]       |
| 2018 | Paul Kipkemoi Kipkorir    | Quênia   | 1:05:02 |             |
| 2019 | Stanley Kipleting Biwott  | Quênia   | 1:01:49 |             |
| 2022 | Asefa Bekele              | Etiópia  | 1:03:47 |             |
| 2023 | Moses Kibet               | Uganda   | 1:03:49 |             |

### Feminino
| Ano  | Atleta                      | País          | Tempo   | Ref         |
| ---- | --------------------------- | ------------- | ------- | ----------- |
| 1997 | Ornela Ferraro              | Itália        | 1:14:53 | [ 1 ]       |
| 1998 | Martha Tenorio              | Equador       | 1:11:40 | [ 1 ]       |
| 1999 | Margaret Okayo              | Quênia        | 1:12:07 | [ 1 ]       |
| 2000 | Margaret Okayo              | Quênia        | 1:11:22 | [ 1 ]       |
| 2001 | Selma dos Reis              | Brasil        | 1:15:02 | [ 1 ]       |
| 2002 | Anne Jegalat                | Quênia        | 1:13:49 | [ 1 ]       |
| 2003 | Marizete de Paula Rezende   | Brasil        | 1:14:23 | [ 1 ]       |
| 2004 | Rita Jeptoo                 | Quênia        | 1:14:25 | [ 1 ]       |
| 2005 | Sirlene Pinho               | Brasil        | 1:14:21 | [ 1 ]       |
| 2006 | Marizete de Paula Rezende   | Brasil        | 1:14:23 | [ 1 ]       |
| 2007 | Ednalva Laureano            | Brasil        | 1:12:15 | [ 1 ]       |
| 2008 | Lornah Kiplagat             | Países Baixos | 1:08:37 | [ 1 ] [ 2 ] |
| 2008 | Maria Zeferina Baldaia      | Brasil        | 1:13:40 | [ 1 ]       |
| 2009 | Eunice Kirwa                | Quênia        | 1:14:07 | [ 1 ]       |
| 2010 | Eunice Kirwa                | Quênia        | 1:14:37 | [ 1 ]       |
| 2011 | Eunice Kirwa                | Quênia        | 1:10:29 | [ 1 ]       |
| 2012 | Paskalia Chepkorir Kipkoech | Quênia        | 1:07:17 | [ 1 ]       |
| 2013 | Nancy Kipron                | Quênia        | 1:11:52 | [ 1 ]       |
| 2014 | Nancy Kipron                | Quênia        | 1:13:13 | [ 1 ]       |
| 2015 | Nancy Kipron                | Quênia        | 1:12:37 | [ 1 ]       |
| 2016 | Joziane Cardoso             | Brasil        | 1:17:58 | [ 1 ]       |
| 2017 | Esther Chesang Kakuri       | Quênia        | 1:14:44 |             |
| 2018 | Esther Chesang Kakuri       | Quênia        | 1:18:42 |             |
| 2019 | Esther Chesang Kakuri       | Quênia        | 1:16:52 |             |
| 2022 | Mestawut Truneh             | Etiópia       | 1:13:00 |             |
| 2023 | Viola Kosgei                | Quênia        | 1:17:09 |             |